# Darmstadt-Cross
Der Darmstadt-Cross ist ein Crosslauf, der seit 1986 jährlich ausgetragen wird. Er ist Wertungslauf des Deutschen Cross-Cups und gehörte zwischenzeitlich zu den EAA Cross Country Permit Meetings. Die Veranstaltung wird vom Deutschen Leichtathletik-Verband wie auch vom Österreichischen Leichtathletik-Verband und dem Schweizer Dachverband Swiss Athletics regelmäßig als Qualifikationsmöglichkeit für die Crosslauf-Europameisterschaften bestimmt.

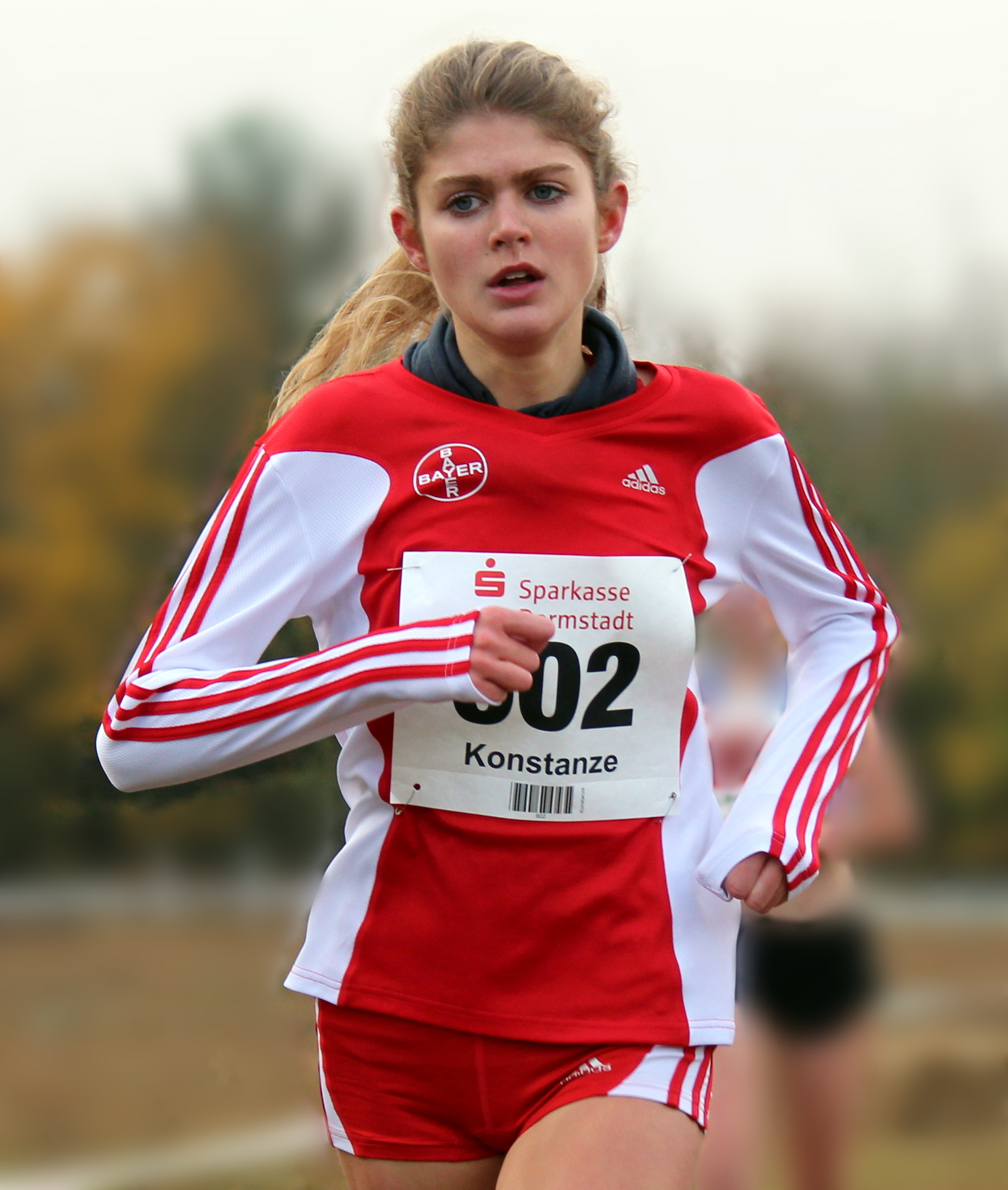
Konstanze Klosterhalfen beim Darmstadt-Cross 2014

## Geschichte
Der Darmstadt-Cross wurde erstmals im November 1986 vom ASC Darmstadt veranstaltet und war zunächst als Fortführung des weggefallenen Crosslaufes in Heidesheim gedacht. Als Austragungsort diente die Lichtwiese. In den Folgejahren konnte sich die Veranstaltung auf nationaler Ebene etablieren, sodass der Lauf 1997 Bestandteil des neugeschaffenen Deutschen Cross-Cups wurde.
Bereits 1996 wurde zwei Wochen nach der regulären Veranstaltung innerhalb von drei Tagen auf demselben Gelände eine Ersatzveranstaltung für die Deutschen Crosslauf-Meisterschaften in Hamburg organisiert, die wegen Dauerregen kurzfristig ausgefallenen war. Der Deutsche Leichtathletik-Verband wertete sie allerdings nicht als Meisterschaft. Reguläre nationale Crosslauf-Meisterschaften fanden schließlich 2005 in Darmstadt statt.
Seit 2011 wird der Darmstadt-Cross kostenbedingt nicht mehr auf der Lichtwiese ausgetragen. Neuer Veranstaltungsort wurde das Sport- und Freizeitgelände in der Heimstättensiedlung (SKV Rot-Weiß Darmstadt) mit der anliegenden Schießwiese. Dort befindet sich die Laufstrecke des Crosslaufes auf einem fast komplett flachen, sandigen Gelände mit drei sehr kurzen steilen Steigungen pro Runde über zwei Wälle hinweg.

## Statistik

### Siegerlisten

#### Männer
Gesamteinlauf mit U23
| Datum           | Distanz                                              | 1. Platz                                             | Zeit (min)                                           | 2. Platz                                             | Zeit (min)                                           | 3. Platz                                             | Zeit (min)                                           |
| --------------- | ---------------------------------------------------- | ---------------------------------------------------- | ---------------------------------------------------- | ---------------------------------------------------- | ---------------------------------------------------- | ---------------------------------------------------- | ---------------------------------------------------- |
| 12. Nov. 1994   | 8000 m                                               | Djillali Abdesselam (ALG)                            | 22:11                                                | Imre Berkovics (HUN)                                 | 22:12                                                | Andrew Eyapan (KEN)                                  | 22:13                                                |
| 16. Nov. 1997   | 8000 m                                               | Dieter Baumann (GER)                                 | 23:28                                                | Isaac Chemobo Kipkoech (KEN)                         | 23:42                                                | Abdelkader Moulai-Ali (MAR)                          |                                                      |
| 19. Nov. 2000   | 8000 m                                               | Sebastian Hallmann (GER)                             | 23:46                                                | Michael Wolf (GER)                                   | 23:54                                                | Rainer Wachenbrunner (GER)                           | 24:01                                                |
| 18. Nov. 2001   | 8600 m                                               | Wilson Kipkosgei Chemweno (KEN)                      | 25:24                                                | Gabriel Kiprono Mutai (KEN)                          | 25:30                                                | Mario Kröckert (GER)                                 | 25:52                                                |
| 17. Nov. 2002   | 8000 m                                               | Wilson Kipkosgei Chemweno (KEN) (2. Sieg)            | 23:34                                                | George Kiplagat Sirma (KEN)                          | 23:45                                                | James Kosgei Kiplagat (KEN)                          | 23:52                                                |
| 16. Nov. 2003   | 9100 m                                               | Sebastian Hallmann (GER) (2. Sieg)                   | 29:34                                                | André Green (GER)                                    | 29:37                                                | Oliver Mintzlaff (GER)                               | 29:40                                                |
| 21. Nov. 2004   | 9000 m                                               | Sebastian Hallmann (GER) (3. Sieg)                   | 25:50                                                | Ingo Müller (GER)                                    | 25:54                                                | Dominik Burkhardt (GER)                              | 25:59                                                |
| 26. Nov. 2005 1 | 9200 m                                               | Jens Borrmann (GER)                                  | 26:08                                                | Oliver Mintzlaff (GER)                               | 26:10                                                | Sebastian Hallmann (GER)                             | 26:18                                                |
| 19. Nov. 2006   | 9100 m                                               | Elijah Keitany (KEN)                                 | 28:32                                                | Philemon Kiplichat (KEN)                             | 28:39                                                | Michael Schering (GER)                               | 29:02                                                |
| 18. Nov. 2007   | 9700 m                                               | Nicholas Koech (KEN)                                 | 26:54                                                | Anderson Chirchir (KEN)                              | 27:10                                                | Arne Gabius (GER)                                    | 27:18                                                |
| 23. Nov. 2008   | 9700 m                                               | Sebastian Hallmann (GER) (4. Sieg)                   | 29:40                                                | Steffen Uliczka (GER)                                | 29:50                                                | Jan Förster (GER)                                    | 30:04                                                |
| 22. Nov. 2009   | 10300 m                                              | Steffen Uliczka (GER)                                | 31:52                                                | Sebastian Hallmann (GER)                             | 32:05                                                | Christian Glatting (GER)                             | 32:25                                                |
| 21. Nov. 2010   | 10300 m                                              | Steffen Uliczka (GER) (2. Sieg)                      | 33:58                                                | Younes Ammouta (MAR)                                 | 34:42                                                | Cian McLoughlin (IRL)                                | 35:07                                                |
| 20. Nov. 2011   | 10300 m                                              | Philip Kiptoo Rutto (KEN)                            | 33:28                                                | Filmon Ghirmai (GER)                                 | 34:00                                                | Marian Blazinski (GER)                               | 34:07                                                |
| 25. Nov. 2012   | 10300 m                                              | Richard Ringer (GER)                                 | 33:10                                                | Manuel Stöckert (GER)                                | 33:21                                                | Christian Steinhammer (AUT)                          | 33:39                                                |
| 24. Nov. 2013   | 10300 m                                              | Patrick Ereng (KEN)                                  | 32:07                                                | Manuel Stöckert (GER)                                | 32:20                                                | Fabian Clarkson (GER)                                | 32:31                                                |
| 23. Nov. 2014   | 9100 m                                               | Patrick Ereng (KEN) (2. Sieg)                        | 27:51                                                | Yossief Tekle (ERI)                                  | 28:02                                                | Solomon Merne Eshete (ETH)                           | 28:20                                                |
| 22. Nov. 2015   | 9100 m                                               | Dejene Gonfa (ETH)                                   | 27:08                                                | Tola Belete Adere (ETH)                              | 27:08                                                | Patrick Ereng (KEN)                                  | 27:18                                                |
| 20. Nov. 2016   | 9000 m                                               | Daniel Kemboi (KEN)                                  | 27:29                                                | Alex Kipkorir Kibarus (KEN)                          | 27:53                                                | Yossief Tekle (ERI)                                  | 28:32                                                |
| 26. Nov. 2017   | 9000 m                                               | Amanal Petros (GER)                                  | 27:24                                                | Abdi Uya (ETH)                                       | 27:27                                                | Samuel Fitwi Sibhatu (ERI)                           | 27:31                                                |
| 25. Nov. 2018   | 9000 m                                               | Samuel Fitwi Sibhatu (GER)                           | 26:58                                                | Florian Orth (GER)                                   | 27:13                                                | Simon Boch (GER)                                     | 27:20                                                |
| 24. Nov. 2019   | 9000 m                                               | Ilyas Yonis Osman (SOM)                              | 28:15                                                | Samuel Fitwi Sibhatu (GER)                           | 28:21                                                | Simon Boch (GER)                                     | 28:34                                                |
| 22. Nov. 2020   | Austragung wegen der COVID-19-Pandemie abgesagt      | Austragung wegen der COVID-19-Pandemie abgesagt      | Austragung wegen der COVID-19-Pandemie abgesagt      | Austragung wegen der COVID-19-Pandemie abgesagt      | Austragung wegen der COVID-19-Pandemie abgesagt      | Austragung wegen der COVID-19-Pandemie abgesagt      | Austragung wegen der COVID-19-Pandemie abgesagt      |
| 21. Nov. 2021   | nicht im Programm, entfallen für die Cross-Challenge | nicht im Programm, entfallen für die Cross-Challenge | nicht im Programm, entfallen für die Cross-Challenge | nicht im Programm, entfallen für die Cross-Challenge | nicht im Programm, entfallen für die Cross-Challenge | nicht im Programm, entfallen für die Cross-Challenge | nicht im Programm, entfallen für die Cross-Challenge |
| 20. Nov. 2022   | nicht im Programm                                    | nicht im Programm                                    | nicht im Programm                                    | nicht im Programm                                    | nicht im Programm                                    | nicht im Programm                                    | nicht im Programm                                    |

#### Junioren U23
Austragungen mit eigenem U23-Lauf, ansonsten im Männerlauf integriert
| Datum         | Distanz | 1. Platz                  | Zeit (min) | 2. Platz               | Zeit (min) | 3. Platz                  | Zeit (min) |
| ------------- | ------- | ------------------------- | ---------- | ---------------------- | ---------- | ------------------------- | ---------- |
| 18. Nov. 2007 | 8500 m  | Christian Stanger (GER)   | 24:29      | Ricardo Giehl (GER)    | 24:38      | Zelalem Martel (GER)      | 24:40      |
| 23. Nov. 2008 | 8500 m  | Thorsten Baumeister (GER) | 26:07      | Marcus Schöfisch (GER) | 26:15      | Fynn Schwiegelshohn (GER) | 26:19      |
| 22. Nov. 2009 | 8500 m  | Musa Roba-Kinkal (GER)    | 26:11      | Christoph Ryffel (SUI) | 26:31      | Fynn Schwiegelshohn (GER) | 26:35      |
| 21. Nov. 2010 | 8500 m  | Florian Orth (GER)        | 27:49      | Richard Ringer (GER)   | 27:49      | Fynn Schwiegelshohn (GER) | 28:06      |
| 20. Nov. 2011 | 8500 m  | Richard Ringer (GER)      | 28:06      | Florian Orth (GER)     | 28:06      | Michael Schramm (GER)     | 28:26      |
| 25. Nov. 2012 | 8500 m  | Michael Schramm (GER)     | 27:28      | Nico Sonnenberg (GER)  | 27:31      | Fabian Clarkson (GER)     | 27:38      |
| 24. Nov. 2013 | 8500 m  | Tom Gröschel (GER)        | 26:36      | Nico Sonnenberg (GER)  | 26:36      | Adriano Engelhardt (SUI)  | 26:44      |
| 23. Nov. 2014 | 8500 m  | Jannik Arbogast (GER)     | 27:06      | Bastian Grau (GER)     | 27:06      | Philipp Reinhardt (GER)   | 27:16      |

#### Frauen
Gesamteinlauf mit U23
| Datum           | Distanz                                              | 1. Platz                                             | Zeit (min)                                           | 2. Platz                                             | Zeit (min)                                           | 3. Platz                                             | Zeit (min)                                           |
| --------------- | ---------------------------------------------------- | ---------------------------------------------------- | ---------------------------------------------------- | ---------------------------------------------------- | ---------------------------------------------------- | ---------------------------------------------------- | ---------------------------------------------------- |
| 12. Nov. 1994   | 5400 m                                               | Anikó Javos (HUN)                                    | 18:53                                                | Magaret Ngotho (KEN)                                 | 18:57                                                | Claudia Metzner (GER)                                | 19:08                                                |
| 16. Nov. 1997   | 6000 m                                               | Irina Mikitenko (GER)                                | 20:09                                                | Melanie Kraus (GER)                                  | 20:23                                                | Petra Maak (GER)                                     | 20:59                                                |
| 19. Nov. 2000   | 6000 m                                               | Caroline Kwambai (KEN)                               | 19:20                                                | Sonja Oberem (GER)                                   | 19:49                                                | Sabrina Mockenhaupt (GER)                            | 19:59                                                |
| 18. Nov. 2001   | 6400 m                                               | Caroline Kwambai (KEN) (2. Sieg)                     | 21:02                                                | Lilian Chelimo (KEN)                                 | 21:16                                                | Ladisha Biwott (KEN)                                 | 21:54                                                |
| 17. Nov. 2002   | 6000 m                                               | Susan Kirui (KEN)                                    | 20:17                                                | Lilian Chelimo (KEN)                                 | 20:28                                                | Susanne Ritter (GER)                                 | 20:30                                                |
| 16. Nov. 2003   | 5500 m                                               | Sabrina Mockenhaupt (GER)                            | 18:28                                                | Susanne Ritter (GER)                                 | 18:54                                                | Lilian Chelimo (KEN)                                 | 19:02                                                |
| 21. Nov. 2004   | 5000 m                                               | Andrea Mayr (AUT)                                    | 16:26                                                | Juliane Becker (GER)                                 | 16:54                                                | Veronika Ulrich (GER)                                | 17:07                                                |
| 26. Nov. 2005 1 | 5300 m                                               | Sabrina Mockenhaupt (GER) (2. Sieg)                  | 16:25                                                | Susanne Hahn (GER)                                   | 16:34                                                | Ulrike Maisch (GER)                                  | 16:42                                                |
| 19. Nov. 2006   | 5500 m                                               | Caroline Chepkwony (KEN)                             | 17:49                                                | Sabrina Mockenhaupt (GER)                            | 18:07                                                | Susan Kirui (KEN)                                    | 18:23                                                |
| 18. Nov. 2007   | 6700 m                                               | Regina Nguria (KEN)                                  | 21:45                                                | Jebichi Yator (KEN)                                  | 21:46                                                | Katarzyna Kowalska (POL)                             | 21:53                                                |
| 23. Nov. 2008   | 6700 m                                               | Julia Viellehner (GER)                               | 23:17                                                | Birte Bultmann (GER)                                 | 23:23                                                | Ingalena Heuck (GER)                                 | 23:32                                                |
| 22. Nov. 2009   | 8500 m                                               | Julia Viellehner (GER) (2. Sieg)                     | 30:24                                                | Ingalena Heuck (GER)                                 | 30:34                                                | Saskia Janssen (GER)                                 | 30:48                                                |
| 21. Nov. 2010   | 8500 m                                               | Verena Dreier (GER)                                  | 33:26                                                | Katharina Becker (GER)                               | 33:45                                                | Friederike Kallenberg (GER)                          | 34:17                                                |
| 20. Nov. 2011   | 8500 m                                               | Eleni Gebrehiwot (ERI)                               | 31:35                                                | Tinka Uphoff (GER)                                   | 34:13                                                | Heike Bienstein (GER)                                | 34:39                                                |
| 25. Nov. 2012   | 6700 m                                               | Fabienne Schlumpf (SUI)                              | 24:26                                                | Corinna Harrer (GER)                                 | 24:38                                                | Jannika John (GER)                                   | 25:12                                                |
| 24. Nov. 2013   | 6700 m                                               | Gladys Jepkorir Kiprotich (KEN)                      | 23:38                                                | Melina Tränkle (GER)                                 | 23:50                                                | Fabienne Amrhein (GER)                               | 24:14                                                |
| 23. Nov. 2014   | 6700 m                                               | Cynthia Kosgei (KEN)                                 | 23:11                                                | Melat Yisak Kejeta (ETH)                             | 23:30                                                | Melina Tränkle (GER)                                 | 23:40                                                |
| 22. Nov. 2015   | 6700 m                                               | Chaltu Shuna Kekabo (ETH)                            | 23:20                                                | Emebet Woldemeskel (ETH)                             | 23:32                                                | Betty Chepkwony (KEN)                                | 23:38                                                |
| 20. Nov. 2016   | 6600 m                                               | Caterina Granz (GER)                                 | 23:31                                                | Julia Bleasdale (GER)                                | 23:40                                                | Jana Sussmann (GER)                                  | 23:52                                                |
| 26. Nov. 2017   | 6600 m                                               | Alina Reh (GER)                                      | 21:23                                                | Konstanze Klosterhalfen (GER)                        | 21:25                                                | Betty Chepkwony (KEN)                                | 22:45                                                |
| 25. Nov. 2018   | 6600 m                                               | Elena Burkard (GER)                                  | 22:06                                                | Anna Gehring (GER)                                   | 22:11                                                | Fabienne Amrhein (GER)                               | 22:21                                                |
| 24. Nov. 2019   | 6600 m                                               | Elena Burkard (GER) (2. Sieg)                        | 23:30                                                | Miriam Dattke (GER)                                  | 23:48                                                | Deborah Schöneborn (GER)                             | 24:06                                                |
| 22. Nov. 2020   | Austragung wegen der COVID-19-Pandemie abgesagt      | Austragung wegen der COVID-19-Pandemie abgesagt      | Austragung wegen der COVID-19-Pandemie abgesagt      | Austragung wegen der COVID-19-Pandemie abgesagt      | Austragung wegen der COVID-19-Pandemie abgesagt      | Austragung wegen der COVID-19-Pandemie abgesagt      | Austragung wegen der COVID-19-Pandemie abgesagt      |
| 21. Nov. 2021   | nicht im Programm, entfallen für die Cross-Challenge | nicht im Programm, entfallen für die Cross-Challenge | nicht im Programm, entfallen für die Cross-Challenge | nicht im Programm, entfallen für die Cross-Challenge | nicht im Programm, entfallen für die Cross-Challenge | nicht im Programm, entfallen für die Cross-Challenge | nicht im Programm, entfallen für die Cross-Challenge |
| 20. Nov. 2022   | nicht im Programm                                    | nicht im Programm                                    | nicht im Programm                                    | nicht im Programm                                    | nicht im Programm                                    | nicht im Programm                                    | nicht im Programm                                    |

#### Juniorinnen U23
Austragungen mit eigenem U23-Lauf, ansonsten im Frauenlauf integriert
| Datum         | Distanz | 1. Platz                    | Zeit (min) | 2. Platz             | Zeit (min) | 3. Platz                | Zeit (min) |
| ------------- | ------- | --------------------------- | ---------- | -------------------- | ---------- | ----------------------- | ---------- |
| 22. Nov. 2009 | 6700 m  | Rebecca Robisch (GER)       | 24:03      | Anna Hahner (GER)    | 24:04      | Mareike Schrulle (GER)  | 24:05      |
| 21. Nov. 2010 | 6700 m  | Anna Hahner (GER)           | 25:15      | Lisa Hahner (GER)    | 25:25      | Ursula Gatzweiler (GER) | 24:32      |
| 20. Nov. 2011 | 6700 m  | Anna Hahner (GER) (2. Sieg) | 24:15      | Corinna Harrer (GER) | 24:49      | Lisa Hahner (GER)       | 24:54      |

#### Männliche Jugend U20
| Datum           | Distanz                                         | 1. Platz                                        | Zeit (min)                                      | 2. Platz                                        | Zeit (min)                                      | 3. Platz                                        | Zeit (min)                                      |
| --------------- | ----------------------------------------------- | ----------------------------------------------- | ----------------------------------------------- | ----------------------------------------------- | ----------------------------------------------- | ----------------------------------------------- | ----------------------------------------------- |
| 17. Nov. 2002   | 6000 m                                          | Christian Klein (GER)                           | 19:06                                           | André Pollmächer (GER)                          | 19:08                                           | Robert Patzschke (GER)                          | 19:13                                           |
| 16. Nov. 2003   | 5500 m                                          | Ricardo Giehl (GER)                             | 17:39                                           | Zelalem Martel (GER)                            | 17:40                                           | Norbert Löwa (GER)                              | 17:40                                           |
| 21. Nov. 2004   | 5000 m                                          | Frederik Töpel (GER)                            | 14:53                                           | Moritz Waldmann (GER)                           | 14:55                                           | Paul Schmidt (GER)                              | 14:57                                           |
| 26. Nov. 2005 1 | 5300 m                                          | Christian Glatting (GER)                        | 15:15                                           | Falko Zauber (GER)                              | 15:18                                           | Johannes Raabe (GER)                            | 15:19                                           |
| 19. Nov. 2006   | 5500 m                                          | Alexander Hahn (GER)                            | 16:45                                           | Stefan Breit (GER)                              | 16:49                                           | Johannes Raabe (GER)                            | 16:59                                           |
| 18. Nov. 2007   | 6700 m                                          | Alexander Hahn (GER) (2. Sieg)                  | 19:52                                           | Rico Schwarz (GER)                              | 19:56                                           | Florian Orth (GER)                              | 19:58                                           |
| 23. Nov. 2008   | 6700 m                                          | Alexander Hahn (GER) (3. Sieg)                  | 20:52                                           | Richard Ringer (GER)                            | 20:57                                           | Florian Orth (GER)                              | 20:58                                           |
| 22. Nov. 2009   | 6700 m                                          | Tom Gröschel (GER)                              | 21:26                                           | Julian Kreibich (GER)                           | 21:27                                           | Yannik Duppich (GER)                            | 21:28                                           |
| 21. Nov. 2010   | 6700 m                                          | Marcel Fehr (GER)                               | 22:52                                           | Simon Boch (GER)                                | 22:59                                           | Karsten Meier (GER)                             | 23:01                                           |
| 20. Nov. 2011   | 6700 m                                          | Bastian Grau (GER)                              | 22:07                                           | Stig Rehberg (GER)                              | 22:09                                           | Martin Grau (GER)                               | 22:12                                           |
| 25. Nov. 2012   | 6700 m                                          | Abdi Uya (ETH)                                  | 22:07                                           | Johannes Motschmann (GER)                       | 22:09                                           | Moritz Steininger (GER)                         | 22:12                                           |
| 24. Nov. 2013   | 6700 m                                          | Amanal Petros (ETH)                             | 21:13                                           | Nikolaus Franzmair (AUT)                        | 21:18                                           | Jost-Lennart Heese (GER)                        | 21:21                                           |
| 23. Nov. 2014   | 6700 m                                          | Amanal Petros (ETH) (2. Sieg)                   | 20:26                                           | Julien Wanders (SUI)                            | 20:50                                           | Nikolaus Franzmair (AUT)                        | 20:57                                           |
| 22. Nov. 2015   | 6600 m                                          | Julien Wanders (SUI)                            | 20:45                                           | Patrick Karl (GER)                              | 21:23                                           | Markus Görger (GER)                             | 21:24                                           |
| 20. Nov. 2016   | 6600 m                                          | Jannik Seelhöfer (GER)                          | 21:19                                           | Marvin Heinrich (GER)                           | 21:23                                           | Lukas Eisele (GER)                              | 21:24                                           |
| 26. Nov. 2017   | 6600 m                                          | Ilyas Yonis Osman (SOM)                         | 19:53                                           | Markus Görger (GER)                             | 20:22                                           | Mohamed Mohumed (GER)                           | 20:41                                           |
| 25. Nov. 2018   | 6600 m                                          | Nick Jäger (GER)                                | 20:31                                           | Dominik Müller (GER)                            | 20:35                                           | Elias Schreml (GER)                             | 20:48                                           |
| 24. Nov. 2019   | 6600 m                                          | Florian Bremm (GER)                             | 22:02                                           | Elias Schreml (GER)                             | 22:04                                           | Paul Specht (GER)                               | 22:06                                           |
| 22. Nov. 2020   | Austragung wegen der COVID-19-Pandemie abgesagt | Austragung wegen der COVID-19-Pandemie abgesagt | Austragung wegen der COVID-19-Pandemie abgesagt | Austragung wegen der COVID-19-Pandemie abgesagt | Austragung wegen der COVID-19-Pandemie abgesagt | Austragung wegen der COVID-19-Pandemie abgesagt | Austragung wegen der COVID-19-Pandemie abgesagt |
| 21. Nov. 2021   | 6600 m                                          | Abdi Salam Ali (SOM)                            | 22:10                                           | Benjamin Dern (GER)                             | 22:14                                           | Kurt Lauer (GER)                                | 22:15                                           |
| 20. Nov. 2022   | 6100 m                                          | Yihun Fantahun Gezahign (ETH)                   | 19:53                                           | Elias Matthäus (GER)                            | 20:38                                           | Jonas Kulgemeyer (GER)                          | 21:20                                           |

#### Weibliche Jugend U20
| Datum           | Distanz                                         | 1. Platz                                        | Zeit (min)                                      | 2. Platz                                        | Zeit (min)                                      | 3. Platz                                        | Zeit (min)                                      |
| --------------- | ----------------------------------------------- | ----------------------------------------------- | ----------------------------------------------- | ----------------------------------------------- | ----------------------------------------------- | ----------------------------------------------- | ----------------------------------------------- |
| 17. Nov. 2002   | 4000 m                                          | Regina Schnurrenberger (GER)                    | 14:17                                           | Eva-Maria Stöwer (GER)                          | 14:18                                           | Johanna Braun (GER)                             | 14:26                                           |
| 16. Nov. 2003   | 3800 m                                          | Verena Dreier (GER)                             | 14:48                                           | Antje Möldner (GER)                             | 14:50                                           | Simret Asmerom-Zere (ERI)                       | 15:03                                           |
| 21. Nov. 2004   | 3800 m                                          | Verena Dreier (GER) (2. Sieg)                   | 12:27                                           | Regina Schnurrenberger (GER)                    | 12:28                                           | Stephanie Thieke (GER)                          | 12:39                                           |
| 26. Nov. 2005 1 | 4000 m                                          | Daniela Oemus (GER)                             | 13:06                                           | Ingalena Heuck (GER)                            | 13:08                                           | Julia Hiller (GER)                              | 13:22                                           |
| 19. Nov. 2006   | 3800 m                                          | Julia Hiller (GER)                              | 14:07                                           | Cornelia Schwennen (GER)                        | 14:21                                           | Mira Glocker (GER)                              | 14:23                                           |
| 18. Nov. 2007   | 3800 m                                          | Mira Glocker (GER)                              | 12:05                                           | Katharina Heinig (GER)                          | 12:12                                           | Mareike Schrulle (GER)                          | 12:13                                           |
| 23. Nov. 2008   | 3800 m                                          | Agata Strausa (GER)                             | 12:34                                           | Mareike Schrulle (GER)                          | 12:40                                           | Mira Glocker (GER)                              | 12:42                                           |
| 22. Nov. 2009   | 4400 m                                          | Jana Sussmann (GER)                             | 15:03                                           | Corinna Harrer (GER)                            | 15:13                                           | Maria Heinrich (GER)                            | 15:21                                           |
| 21. Nov. 2010   | 4400 m                                          | Jennifer Wenth (AUT)                            | 15:57                                           | Corinna Harrer (GER)                            | 16:01                                           | Gesa Felicitas Krause (GER)                     | 16:10                                           |
| 20. Nov. 2011   | 4400 m                                          | Gesa Felicitas Krause (GER)                     | 15:40                                           | Jannika John (GER)                              | 15:49                                           | Maya Rehberg (GER)                              | 16:01                                           |
| 25. Nov. 2012   | 4400 m                                          | Maya Rehberg (GER)                              | 15:38                                           | Caterina Granz (GER)                            | 15:47                                           | Anna Gehring (GER)                              | 15:53                                           |
| 24. Nov. 2013   | 4400 m                                          | Alina Reh (GER)                                 | 14:44                                           | Caterina Granz (GER)                            | 14:57                                           | Maya Rehberg (GER)                              | 14:58                                           |
| 23. Nov. 2014   | 4400 m                                          | Sarah Kistner (GER)                             | 15:01                                           | Anna Gehring (GER)                              | 15:02                                           | Konstanze Klosterhalfen (GER)                   | 15:03                                           |
| 22. Nov. 2015   | 4200 m                                          | Franziska Reng (GER)                            | 14:50                                           | Anna Gehring (GER)                              | 14:52                                           | Miriam Dattke (GER)                             | 15:04                                           |
| 20. Nov. 2016   | 4200 m                                          | Konstanze Klosterhalfen (GER)                   | 14:05                                           | Alina Reh (GER)                                 | 14:38                                           | Delia Sclabas (SUI)                             | 14:51                                           |
| 26. Nov. 2017   | 4200 m                                          | Miriam Dattke (GER)                             | 14:29                                           | Delia Sclabas (SUI)                             | 14:45                                           | Linn Kleine (GER)                               | 15:02                                           |
| 25. Nov. 2018   | 4200 m                                          | Lisa Oed (GER)                                  | 14:32                                           | Sibylle Häring (SUI)                            | 14:45                                           | Anneke Vortmeier (GER)                          | 14:51                                           |
| 24. Nov. 2019   | 4200 m                                          | Josina Papenfuß (GER)                           | 15:20                                           | Sibylle Häring (SUI)                            | 15:23                                           | Blanka Dörfel (GER)                             | 15:24                                           |
| 22. Nov. 2020   | Austragung wegen der COVID-19-Pandemie abgesagt | Austragung wegen der COVID-19-Pandemie abgesagt | Austragung wegen der COVID-19-Pandemie abgesagt | Austragung wegen der COVID-19-Pandemie abgesagt | Austragung wegen der COVID-19-Pandemie abgesagt | Austragung wegen der COVID-19-Pandemie abgesagt | Austragung wegen der COVID-19-Pandemie abgesagt |
| 21. Nov. 2021   | 4200 m                                          | Jasmina Stahl (GER)                             | 15:41                                           | Johanna Pulte (GER)                             | 15:44                                           | Livia Wespe (SUI)                               | 15:24                                           |
| 20. Nov. 2022   | 4300 m                                          | Julia Rath (GER)                                | 16:22                                           | Emily Junginger (GER)                           | 16:48                                           | Jule Roßner (GER)                               | 16:48                                           |